# Distrito de Saint Louis
Saint Louis es un distrito administrativo de Seychelles sin salida al mar dentro de la isla Mahé, la isla principal del estado Seychellano. El distrito Saint Louis se ha llamado a la Louis-Université, debido a que aquí hay una universidad. Saint Louis tiene una superficie de apenas un kilómetro cuadrado y está entre los distritos más pequeños de Seychelles. Su población ronda los 6000 habitantes.